# Augochloropsis prognatha
Augochloropsis prognatha är en biart som beskrevs av Jesus Santiago Moure 1944. Augochloropsis prognatha ingår i släktet Augochloropsis och familjen vägbin. Inga underarter finns listade.